# كارل كوفمان
كارل كوفمان (بالألمانية: Karl Kaufmann)‏ هو رسام نمساوي، ولد في 1843 في سيليزيا النمساوية ‏، وتوفي في 27 أبريل 1905 في فيينا في النمسا.